# Viatxeslav Skok
Viatxeslav Skok   (Rjev, 3 de setembre de 1946) és un waterpolista rus, ja retirat, que va competir sota bandera soviètica durant les dècades de 1960 i 1970.
El 1968 va prendre part en els Jocs Olímpics d'Estiu de Ciutat de Mèxic, on guanyà la medalla de plata en la competició del waterpolo.
En el seu palmarès també destaca una medalla d'or al Campionat d'Europa de waterpolo de 1970. A nivell de clubs guanyà les lligues soviètiques de 1968, 1969.